# Sverre Lunde Pedersen
Pour les articles homonymes, voir Pedersen.
Sverre Lunde Pedersen, né le 17 juillet 1992 est un patineur de vitesse norvégien. 

## Biographie
Chez les juniors, il est double champion du monde toutes épreuves.
En 2014, il participe aux Jeux olympiques de Sotchi se classant notamment cinquième du 5 000 m. En 2018, il participe aux Jeux olympiques de Pyeongchang et se classe troisième du 5 000 m. 
Il remporte ensuite sa première victoire internationale au 1 500 m de Séoul lors de la Coupe du monde.
Après deux quatrièmes places aux Championnats du monde toutes épreuves de patinage de vitesse en 2013 et 2014, il est médaillé de bronze en 2015.
Il est entraîné par son père Jarl, ancien patineur de vitesse.

## Palmarès

### Jeux olympiques d'hiver
| Épreuve / Édition   | 500 mètres | 1 000 mètres | 1 500 mètres | 5 000 mètres                        | 10 000 mètres | Mass start | Poursuite par équipes          |
| JO 2014 Sotchi      | —          | —            | 8e           | 5e                                  | —             | —          | 5e                             |
| JO 2018 Pyeongchang | —          | —            | 9e           | Médaille de bronze, Jeux olympiques | —             |            | Médaille d'or, Jeux olympiques |

Légende :
- : première place, médaille d'or
- : deuxième place, médaille d'argent
- : troisième place, médaille de bronze
- : pas d'épreuve
- — : Non disputée par le patineur
- DSQ : disqualifiée